# Bitwa pod Taceą
Bitwa pod Taceą – starcie zbrojne, które miało miejsce w roku 545. Była to ostatnia bitwa drugiego powstania Stotzasa (544–545).
Po śmierci Solomona w bitwie pod Cillium cesarz Justynian wysłał na pomoc Sergiuszowi Areobinda, który przybył do Kartaginy w roku 545. W bitwie koło Tacea wojsko powstańców zostało rozbite, a Stotzas poległ. Niewielkie oddziały powstańcze walczyły jeszcze rok, do momentu gdy zostały pokonane ostatecznie przez dowódcę jednego z oddziałów cesarskich Ormianina Artabanesa.